# Lasianthus biflorus
Lasianthus biflorus là một loài thực vật có hoa trong họ Thiến thảo. Loài này được (Blume) M.G.Gangop. & Chakrab. mô tả khoa học đầu tiên năm 1992.